# 莱图尔
莱图尔，是西班牙卡斯蒂利亚-拉曼恰自治区阿尔瓦塞特省的一个市镇。 总面积264km², 总人口1217人（2001年），人口密度5人/km²。